# Víctor Oroval i Tomàs
Víctor Oroval i Tomàs (Carcaixent, 5 d'octubre de 1910 - 27 de gener de 1989) va ser un bibliotecari i cronista de Carcaixent.
Va nàixer al número 16 del carrer de la Baronessa de Santa Bàrbara. Va estudiar al franciscans i el 1930 col·laborava en publicacions locals com La Ribera i ¡Juventud!. Durant la Guerra Civil Espanyola abandona els estudis i serveix a l'exercit republicà. El 1939 comença a treballar per a l'ajuntament i un any després obté el títol de mestre. En 1948 es crea la Biblioteca de Carcaixent, i en va esdevindre el director. El 1949 es llicencia en dret. A la Biblioteca, va donar els primers cursos de valencià, anglés i francés a la localitat i va dirigir un programa de ràdio local.
Als seus últims anys va desplegar la seua vessant valencianista, va ser membre fundador d'Acció Cultural del País Valencià i va donar suport a la Unitat del Poble Valencià el 1987.